# Marstal Bugt og den sydlige del af Langeland
Marstal Bugt og den sydlige del af Langeland este o arie protejată (arie de protecție specială avifaunistică — SPA) din Danemarca întinsă pe o suprafață de 4.984 ha, din care 66 % marine.

## Localizare
Centrul sitului Marstal Bugt og den sydlige del af Langeland este situat la coordonatele 54°46′25″N 10°39′24″E / 54.773611°N 10.656667°E.

## Înființare
Situl Marstal Bugt og den sydlige del af Langeland a fost declarat arie de protecție specială avifaunistică în mai 1983 pentru a proteja 16 specii de animale.

## Biodiversitate
Situată în ecoregiunile continentală și marină baltică, aria protejată nu include niciun habitat protejat.
La baza desemnării sitului se află mai multe specii protejate de  păsări (16): buhai de baltă (Botaurus stellaris), chirighiță neagră (Chlidonias niger), erete de stuf (Circus aeruginosus), erete vânăt (Circus cyaneus), Clangula hyemalis, cristeiul de câmp (Crex crex), lebădă de iarnă (Cygnus cygnus), lebădă de vară (Cygnus olor), șoim călător (Falco peregrinus), codalb (Haliaeetus albicilla), sfrâncioc roșiatic (Lanius collurio), vultur pescar (Pandion haliaetus), cresteț pestriț (Porzana porzana), eider (Somateria mollissima), chiră de baltă (Sterna hirundo), Sterna paradisaea.